# Симона Синьйоре
Симона-Анріетта-Шарлотта Камінкер (фр. Simone-Henriette-Charlotte Kaminker), відома як Симона Синьйоре́ (фр. Simone Signoret) — 25 березня 1921 — 30 вересня 1985) — французька акторка кіно та театру, письменниця й перекладачка.

## Біографія
Народилась у родині єврея польського походження Андре Камінкера (1888—1961) та французької католички Жоржетти (до шлюбу Синьйоре́, 1896—1984) старшою з трьох дітей (молодші брати Ален та Жан-П'єр).
Батько працював перекладачем на радіо Poste Parisien. У 1934 займався синхронним перекладом промови Гітлера у Нюрнберзі. У 1940 полишив родину, приєднався до руху Вільна Франція (France libre) у Лондоні і став спікером Радіо Браззавіль. Пізніше став головним перекладачем Ради Європи. Брав участь в створенні Міжнародної асоціації синхронних перекладачів і був її президентом.
У зв'язку із розгортанням нацистського руху родина була змушена переїхати до Франції, в передмістя Парижу. Симона здобула сертифікат викладачки та, щоб заробити на життя, працювала стенографісткою, журналісткою, давала уроки англійської та латини. У 1941 році стала секретаркою Жана Люшера та разом із його донькою Коріною почала грати у кіно.
Обираючи сценічне ім'я, взяла прізвище матері, зокрема, щоб уникнути прискіпливої уваги нацистського режиму.
22 грудня 1951 року одружилася з актором та шансоньє Івом Монтаном. В першому шлюбі народила дочку Катерину (1946). Розлучилася у 1948, після зустрічі з Івом Монтаном, якого пошлюбила в грудні 1951 та з яким залишалася до своєї смерті.
З 1981 року акторка перенесла першу операцію на жовчному міхурі. Розпочалася прогресуюча сліпота. Вона все менше з'являється на екрані, хоча продовжує працювати.
Симона Сеньйоре померла від раку підшлункової залози 30 вересня 1985 у віці 64 років і похована на кладовищі Пер-Лашез.
Телеведучий Бенжамін Кастальді, син французької письменниці та акторки Катерини Аллегре, є внуком Симони Синьйоре.

## Творчість
Протягом німецької окупації Франції Симона Синьйоре входила до творчої спільноти письменників та акторів, які зустрічались у Café de Flore. Серед них вона знайшла підтримку власного інтересу до акторської роботи та в 1942 почала активно з'являтись на екрані в епізодичних ролях.
1943 рік став визначальним для молодої акторки. Синьйоре зустрілася із режисером Івом Аллегре (у 1948 році одружилась з ним), у фільмах якого зіграла свої перші головні ролі і досягла вершин кінематографічної слави. Першим проривом став фільм «Щебінь» (Macadam), за який Синьйоре удостоєна премії Сюзан-Б'янчетті (фр. prix Suzanne-Bianchetti) в 1947 році.
4 квітня 1950 року за роль у кінострічці Джека Клейтона «Кімната нагорі» Синьйоре другою після Клодет Кольбер із неамериканок отримала міжнародну премію «Оскар» як найкраща акторка. Але Кольбер на момент отримання премії вже мала громадянство США, тому Симона Синьйоре вважається першою француженкою, що отримала цю винагороду.
Під час перебування в Америці з Монтаном зустрічалась із Мерилін Монро та Артуром Міллером. Пари затоваришували, і Монро запропонувала Монтану роль у фільмі Джорджа К'юкора «Мільярдер». Синьйоре повернулася до Франції, а на знімальному майданчику в Америці її чоловік завів кількамісячний роман з Монро. Він повернувся до дружини після промокампанії фільму.
Після повернення до Франції у період між 1965 та 1968 роками Синьйоре знялась у кількох американських фільмах.
У 1976 році Симона Синьйоре опублікувала автобіографію: «Ностальгія за тим, що було» (La nostalgie n'est plus ce qu'elle était), а в 1985 році роман: «Прощавайте, Володя».
У 1978 році за роль мадам Рози у стрічці «La Vie devant soi» отримала премію «Сезар».

## Цікаві факти
- Співачка Ніна Симон вибрала собі псевдонім на честь Симони Синьйоре як своєї улюбленої кіноакторки.

## Фільмографія
- 1942 — Вечірні відвідувачі / Les Visiteurs du soir
- 1942 — Чарівний принц / Le Prince charmant
- 1942 — Болеро / Boléro
- 1943 — / Adieu Léonard
- 1943 — Ті, що приїхали на День усіх святих / Le Voyageur de la Toussaint
- 1944 — / Le Mort ne reçoit plus
- 1944 — / Service de nuit
- 1944 — / Béatrice devant le désir
- 1944 — / L'Ange de la nuit
- 1945 — / La Boîte aux rêves
- 1946 — Щебінь / Macadam
- 1946 — / Le Couple idéal
- 1946 — Демони сходу сонця / Les Démons de l'aube
- 1947 — Фантомас / Fantômas
- 1948 — Тупик двох ангелів / Impasse des deux anges
- 1948 — Деде з Антверпена / Dédée d'Anvers
- 1948 — Проти вітру/ Against the Wind
- 1949 — Манеж / Manèges
- 1950 — / Gunman in the Streets
- 1950 — / Le Traqué
- 1950 — Карусель / La Ronde
- 1950 — / Swiss Tour
- 1951 — Тінь та світло / Ombre et lumière
- 1951 — Адреса невідома/ Sans laisser d'adresse
- 1952 — Золота каска / Casque d'or
- 1953 — Тереза Ракен
- 1955 — Відьми / Les Diaboliques
- 1959 — Кімната нагорі / Room at the Top
- 1960 — Адуя та її товаришки / Adua e le compagne
- 1961 — Відомі любовні історії / Amours célèbres
- 1961 — Знамениті любовні історії / (Amours célèbres) — Жені де Лякур
- 1963 — Драже з перцем / Dragées au poivre
- 1965 — Вбивця у спальному вагоні / Compartiment tueurs
- 1965 — Корабель дурнів / Ship of Fools
- 1966 — Чи горить Париж? / Paris brûle-t-il?
- 1966 — Справа самовбивці / The Deadly Affair
- 1967 — Ігри / Games
- 1968 — Чайка / The Sea Gull
- 1969 — Армія тіней / L'Armée des ombres
- 1970 — / L'Aveu
- 1971 — Кіт / Le Chat
- 1971 — Вдова Кудер / La Veuve Couderc
- 1971 — Зворотний відлік / Comptes à rebours
- 1972 — / Les Granges brulées
- 1976 — Пістолет «Пітон 357» / Police Python 357
- 1977 — Усе життя попереду /  Vie devant soi, La
- 1982 — Північна зоря / L'Étoile du Nord
- 1982 — Гі де Мопассан / Guy de Maupassant

## Мемуари
Signoret, Simone. Nostalgia Isn't What It Used To Be. Weidenfeld and Nicolson, 1978. ISBN 0-297-77417-4